# خراج بيزولد
خراج بيزولد (بالإنجليزية: Bezold's abscess)‏، هو خراج عميق في العضلة القصية الترقوية الحلمية حيث يمتد الصديد من التهاب النتوء الحلمي ويتآكل من خلال قشرة الجزء الخشائي من العظم الصدغي، إلى مغرز العضلة القصية الترقوية الحلمية، حيث يمتد إلى الحفرة تحت الصدغ عميقًا إلى الطَّبَقَةُ الكاسِيَةُ للِّفافةِ الرَّقَبِيَّة. ويُعتبر الخراج أحد المضاعفات النادرة لالتهاب الأذن الوسطى الحاد.

## الأعراض
قد تشمل الأعراض ما يلي:
- ألم شديد في المنطقة المحيطة بالعظم الخشائي
- صعوبة في البلع ( عسر البلع ).
- إلتهاب الحلق
- صعوبة في التنفس ( ضيق التنفس )
- تيبس الرقبة
- حمى

## التشخيص
التصوير المقطعي المحوسب للتورم.
يجب أن يشمل التشخيص التفريقي:
- التهاب العقد اللمفية الوداجي الحاد
- خراج أو كتلة في الجزء السفلي من الغدة النكفية
- كيس خيشومي ملتهب
- خراج مجار للبلعوم
- جلطة وريدية وداجية

## العلاج
استئصال الخشاء السطحي إذا ماكان هنالك التهاب في الخشاء. استكشاف الفتحة النَّاسِرَة في الأنسجة الرخوة للرقبة. تصريف خراج الرقبة من شق منفصل وإدخال مصرف. وإعطاء المضادات الحيوية عبر الوريد.

## التسمية
تم تسميته على اسم فريدريش بيزولد [الإنجليزية] (أخصائي أذن ألماني، 1842-1908).